# Fran Mrcina
Fran Mrcina (Mercina) je bil slovenski politik iz Ljubljane. Po politični pripadnosti je bil klerikalec.
Od konca prvega mandata Gustava Voduška konec leta 1918, je od leta 1919 do maja 1921 kot gerent vodil Krajevno občino Trbovlje. Na čelo občine je bil ponovno postavljen po odstavitvi Jurija Hacina s položaja župana. Občino je tako vodil še do leta 1922, ko je zaradi zdravstvenih težav odstopil.
10. julija 1921 je preprečil shod rudarjev v Hrastniku.
Ker je bil na čelo občine postavljen takoj po odstavitvi komunističnega župana Hacina, je bil poleg župnika Franca Časla in ravnatelja rudnika ena izmed glavnih tarč trboveljskih komunistov. Hacin v svojih spominih opisuje, da so delavci načrtovali pohod v občinsko zgradbo, kjer bi Hacina sami ustoličili kot župana, vendar pohod ni bil nikoli izveden.